# لودردیل لیکس (فلوریدا)
لودردیل لیکس (به انگلیسی: Lauderdale Lakes) شهری در شهرستان برووارد ایالت فلوریدا است که در سال ۱۹۶۱ بنیان‌گذاری شده‌است. این شهر طبق سرشماری سال ۲۰۱۰ میلادی، ۳۲٬۵۹۳ نفر جمعیت داشته و مساحت آن نیز ۹٫۴ کیلومتر مربع است.